# Brennes
Brennes est une commune française située dans le département de la Haute-Marne, en région Grand Est.
Les habitants de Brennes se nomment les Brennois et Brennoises.

## Géographie

### Localisation
Village de Haute-Marne au sud-ouest de Langres et situé, pour une part, sur le plateau de Langres, les Brennois parleront de Brennes-le-Haut et au fond d'un vallon menant à la Ferme de la Valpelle, en direction de Longeau, Brennes-le-Bas.

### Hydrographie
La commune est traversée par la ligne de partage des eaux entre les régions hydrographiques « la Seine de sa source au confluent de l'Oise (exclu) » et le bassin versant de la Saône au sein respectivement du bassin Seine-Normandie et du bassin Rhône-Méditerranée-Corse. Elle est drainée par le Vallinot,.

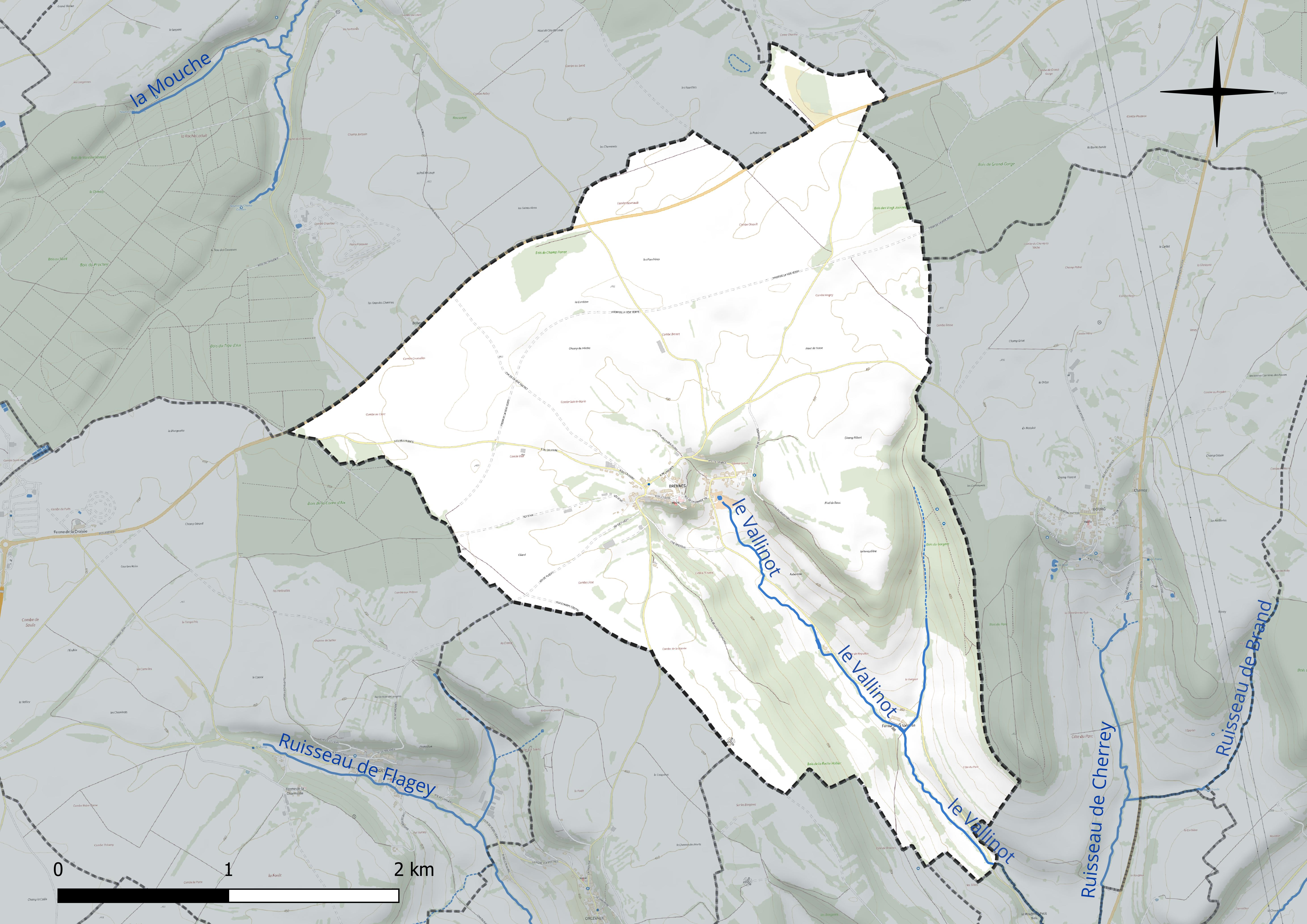
Réseau hydrographique de Brennes.

### Climat
Pour des articles plus généraux, voir Climat du Grand Est et Climat de la Haute-Marne.
En 2010, le climat de la commune est de type climat des marges montargnardes, selon une étude du Centre national de la recherche scientifique s'appuyant sur une série de données couvrant la période 1971-2000. En 2020, Météo-France publie une typologie des climats de la France métropolitaine dans laquelle la commune est exposée à un climat océanique altéré et est dans la région climatique Lorraine, plateau de Langres, Morvan, caractérisée par un hiver rude (1,5 °C), des vents modérés et des brouillards fréquents en automne et hiver.
Pour la période 1971-2000, la température annuelle moyenne est de 9,8 °C, avec une amplitude thermique annuelle de 16,8 °C. Le cumul annuel moyen de précipitations est de 942 mm, avec 12,7 jours de précipitations en janvier et 8,6 jours en juillet. Pour la période 1991-2020, la température moyenne annuelle observée sur la station météorologique de Météo-France la plus proche, « Langres », sur la commune de Langres à 8 km à vol d'oiseau, est de 10,2 °C et le cumul annuel moyen de précipitations est de 896,1 mm. 
La température maximale relevée sur cette station est de 38,8 °C, atteinte le 25 juillet 2019 ; la température minimale est de −21,2 °C, atteinte le 2 février 1956,,.
Les paramètres climatiques de la commune ont été estimés pour le milieu du siècle (2041-2070) selon différents scénarios d'émission de gaz à effet de serre à partir des nouvelles projections climatiques de référence DRIAS-2020. Ils sont consultables sur un site dédié publié par Météo-France en novembre 2022.

## Urbanisme

### Typologie
Au 1er janvier 2024, Brennes est catégorisée commune rurale à habitat dispersé, selon la nouvelle grille communale de densité à sept niveaux définie par l'Insee en 2022.
Elle est située hors unité urbaine. Par ailleurs la commune fait partie de l'aire d'attraction de Langres, dont elle est une commune de la couronne,. Cette aire, qui regroupe 77 communes, est catégorisée dans les aires de moins de 50 000 habitants,.

### Occupation des sols
L'occupation des sols de la commune, telle qu'elle ressort de la base de données européenne d’occupation biophysique des sols Corine Land Cover (CLC), est marquée par l'importance des territoires agricoles (85,7 % en 2018), une proportion sensiblement équivalente à celle de 1990 (85,3 %). La répartition détaillée en 2018 est la suivante : 
terres arables (58 %), prairies (18,6 %), forêts (14,3 %), zones agricoles hétérogènes (9,1 %). L'évolution de l’occupation des sols de la commune et de ses infrastructures peut être observée sur les différentes représentations cartographiques du territoire : la carte de Cassini (XVIIIe siècle), la carte d'état-major (1820-1866) et les cartes ou photos aériennes de l'IGN pour la période actuelle (1950 à aujourd'hui).

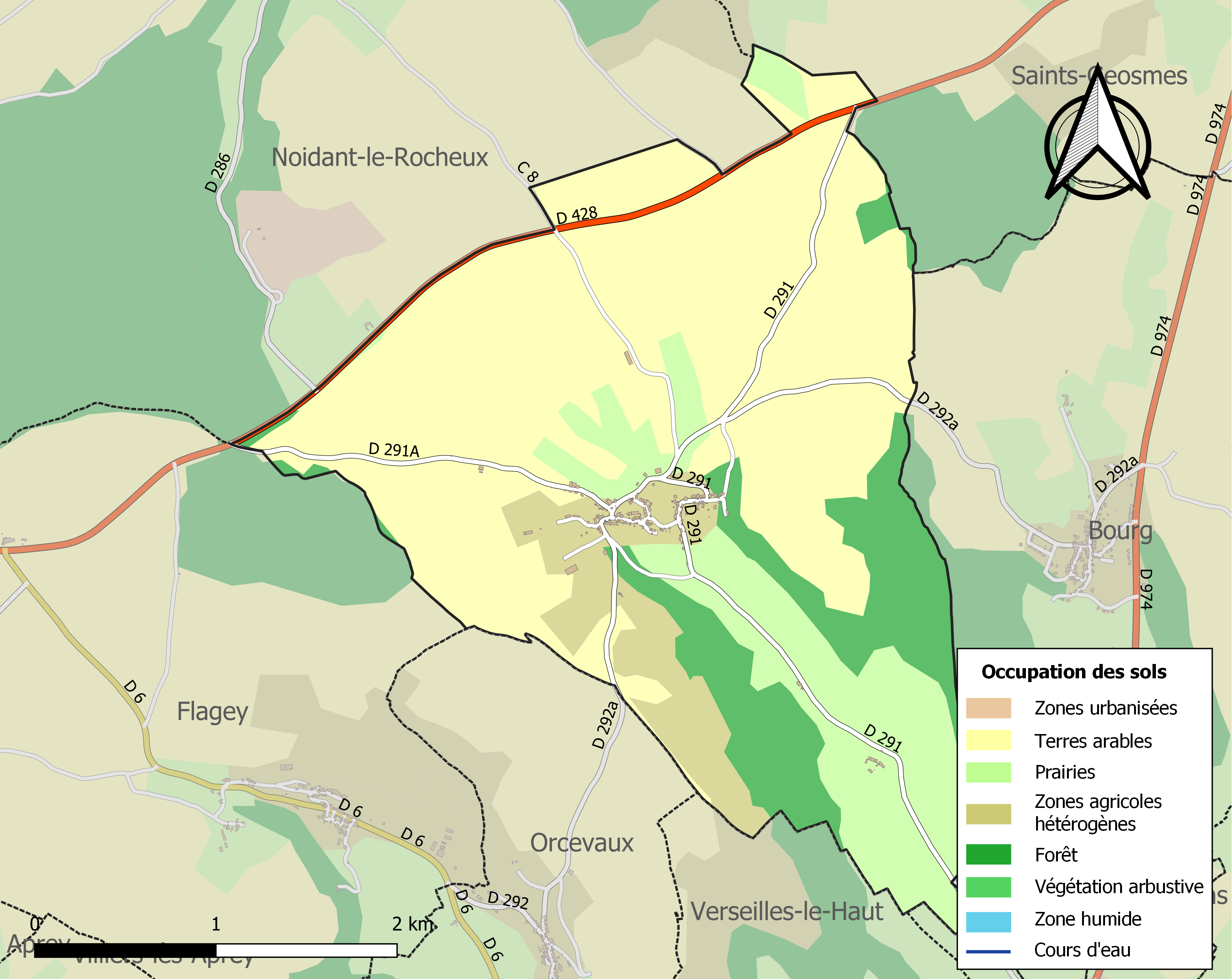
Carte des infrastructures et de l'occupation des sols de la commune en 2018 (CLC).

## Toponymie
Le nom de la localité est attesté sous les formes Brana (1184) ; Brena (1209) ; Brenna (1224) ; Bregna (1239) ; Brennes-sus-Roches (1336) ; Brennes (1467) ; Brenne (1769) ; Brennes-le-Haut, Brennes-le-Bas (1839).

Du gaulois brannos « corbeau ». Ce mot apparaît, sous son diminutif, dans Brennes. Brannos est très vite devenu un nom d’homme, mais sans le sens péjoratif que « Le Corbeau » porte aujourd’hui et qui n’apparaît que très tardivement au Moyen-Age.

## Histoire

### Passé ferroviaire du village

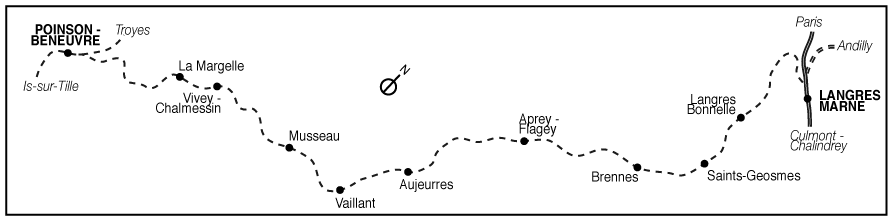
Schéma de la ligne ferroviaire.

De 1883 à 1963, la commune de Brennes a été traversée par la ligne de chemin de fer de Poinson - Beneuvre à Langres, qui, venant d'Aprey, contournait le village par le nord-ouest et se dirigeait vers Saints-Geosmes.

A une époque où le chemin de fer était le moyen de déplacement le plus pratique, cette ligne connaissait un important trafic de passagers et de marchandises. 
	
À partir de 1950, avec l'amélioration des routes et le développement du transport automobile, le trafic ferroviaire a périclité et la ligne a été fermée en 1963. Les rails ont été retirés. L'ancienne maison du garde-barrière existe encore à l'est du village sur la route Les Seulmonts'. Quelques tronçons de l'ancienne ligne subsistent encore de nos jours utilisés comme sentier de randonnée ou chemin d'exploitation agricole.

## Politique et administration

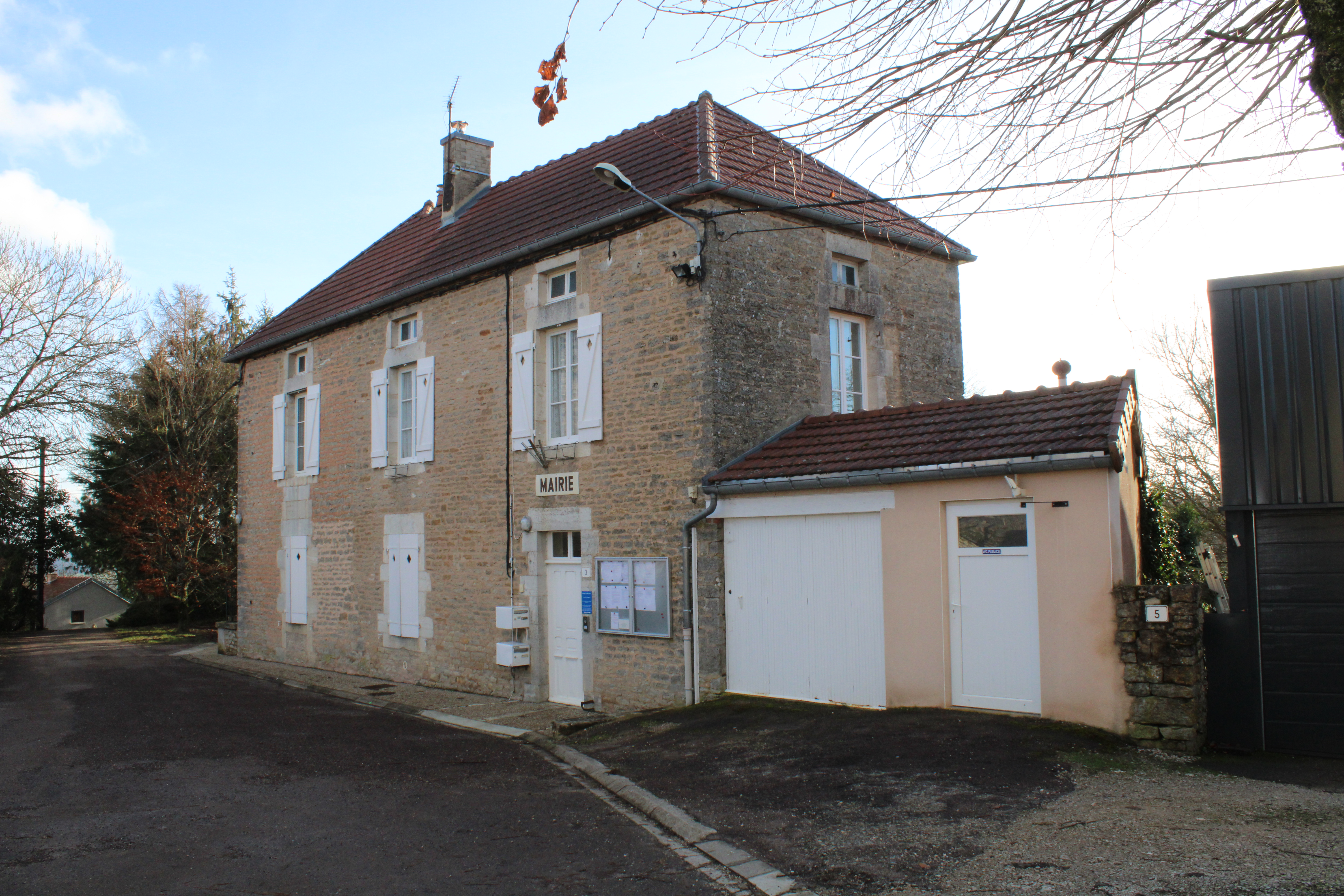
La mairie.

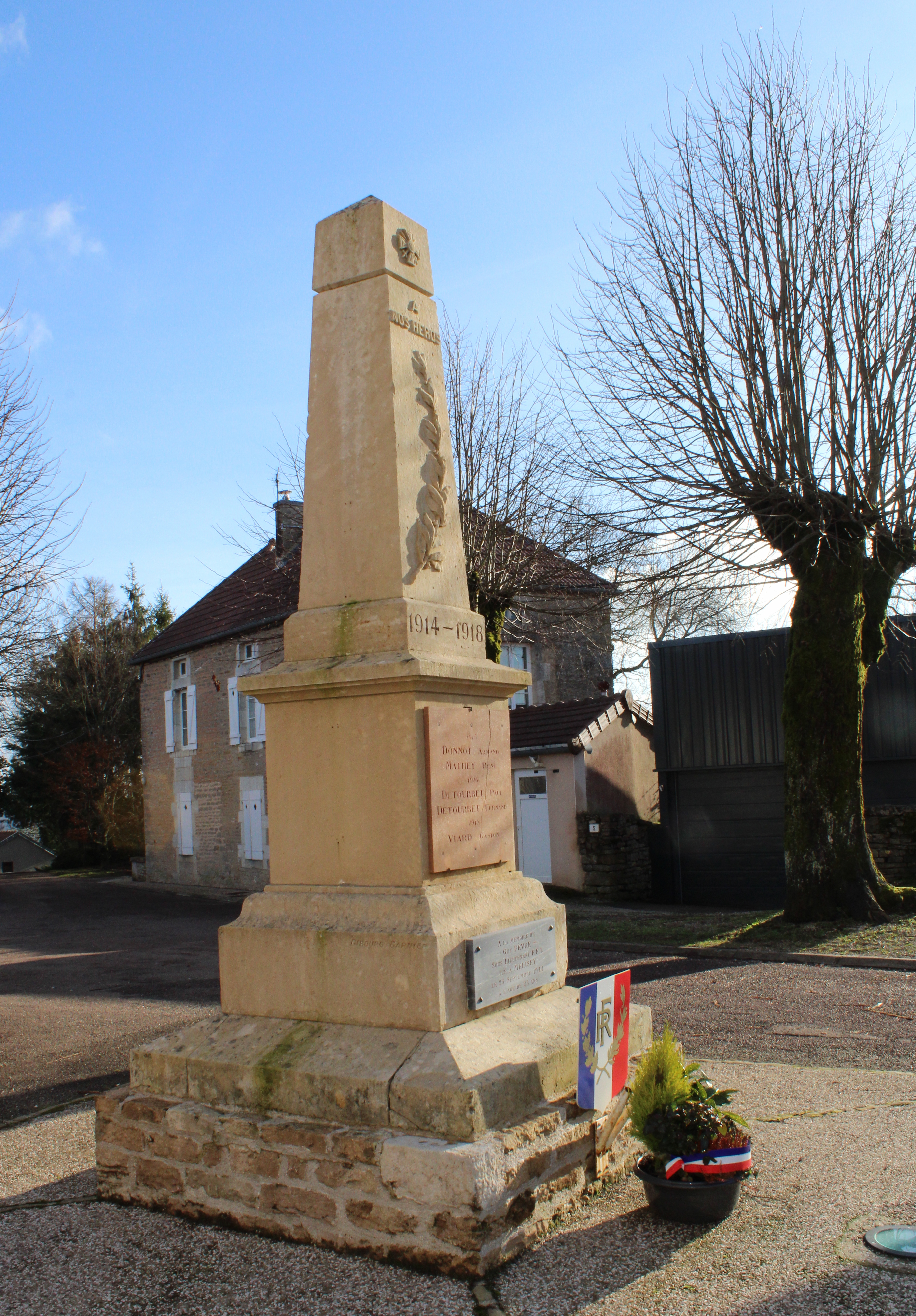
Le monument aux morts.

### Liste des maires
| Période                                  | Période   | Identité        | Étiquette | Qualité |
| ---------------------------------------- | --------- | --------------- | --------- | ------- |
| Les données manquantes sont à compléter. |           |                 |           |         |
| avant 1988                               | ?         | Maxime Martin   |           |         |
| mars 2001                                | mars 2008 | Alain Texier    |           |         |
| mars 2008                                | 2014      | Chantal Nardin  |           |         |
| 2014                                     | 2020      | Didier Sevrette |           |         |
| 2020                                     | En cours  | Samuel Lenoir   |           |         |

## Population et société

### Démographie
L'évolution du nombre d'habitants est connue à travers les recensements de la population effectués dans la commune depuis 1793. Pour les communes de moins de 10 000 habitants, une enquête de recensement portant sur toute la population est réalisée tous les cinq ans, les populations de référence des années intermédiaires étant quant à elles estimées par interpolation ou extrapolation. Pour la commune, le premier recensement exhaustif entrant dans le cadre du nouveau dispositif a été réalisé en 2008.

En 2022, la commune comptait 124 habitants, en évolution de −11,43 % par rapport à 2016 (Haute-Marne : −4,62 %, France hors Mayotte : +2,11 %).
| 1793 | 1800 | 1806 | 1821 | 1831 | 1836 | 1841 | 1846 | 1851 |
| ---- | ---- | ---- | ---- | ---- | ---- | ---- | ---- | ---- |
| 290  | 298  | 302  | 333  | 326  | 307  | 316  | 340  | 338  |

| 1856 | 1861 | 1866 | 1872 | 1876 | 1881 | 1886 | 1891 | 1896 |
| ---- | ---- | ---- | ---- | ---- | ---- | ---- | ---- | ---- |
| 352  | 323  | 306  | 314  | 317  | 354  | 294  | 264  | 242  |

| 1901 | 1906 | 1911 | 1921 | 1926 | 1931 | 1936 | 1946 | 1954 |
| ---- | ---- | ---- | ---- | ---- | ---- | ---- | ---- | ---- |
| 227  | 209  | 219  | 176  | 159  | 142  | 167  | 156  | 169  |

| 1962 | 1968 | 1975 | 1982 | 1990 | 1999 | 2006 | 2008 | 2013 |
| ---- | ---- | ---- | ---- | ---- | ---- | ---- | ---- | ---- |
| 135  | 119  | 145  | 131  | 137  | 149  | 128  | 122  | 136  |

| 2018 | 2022 | - | - | - | - | - | - | - |
| ---- | ---- | - | - | - | - | - | - | - |
| 126  | 124  | - | - | - | - | - | - | - |

## Culture locale et patrimoine

### Lieux et monuments
- L'église Saint-Didier de Brennes, inscrite partiellement aux monuments historiques en 1925[20].

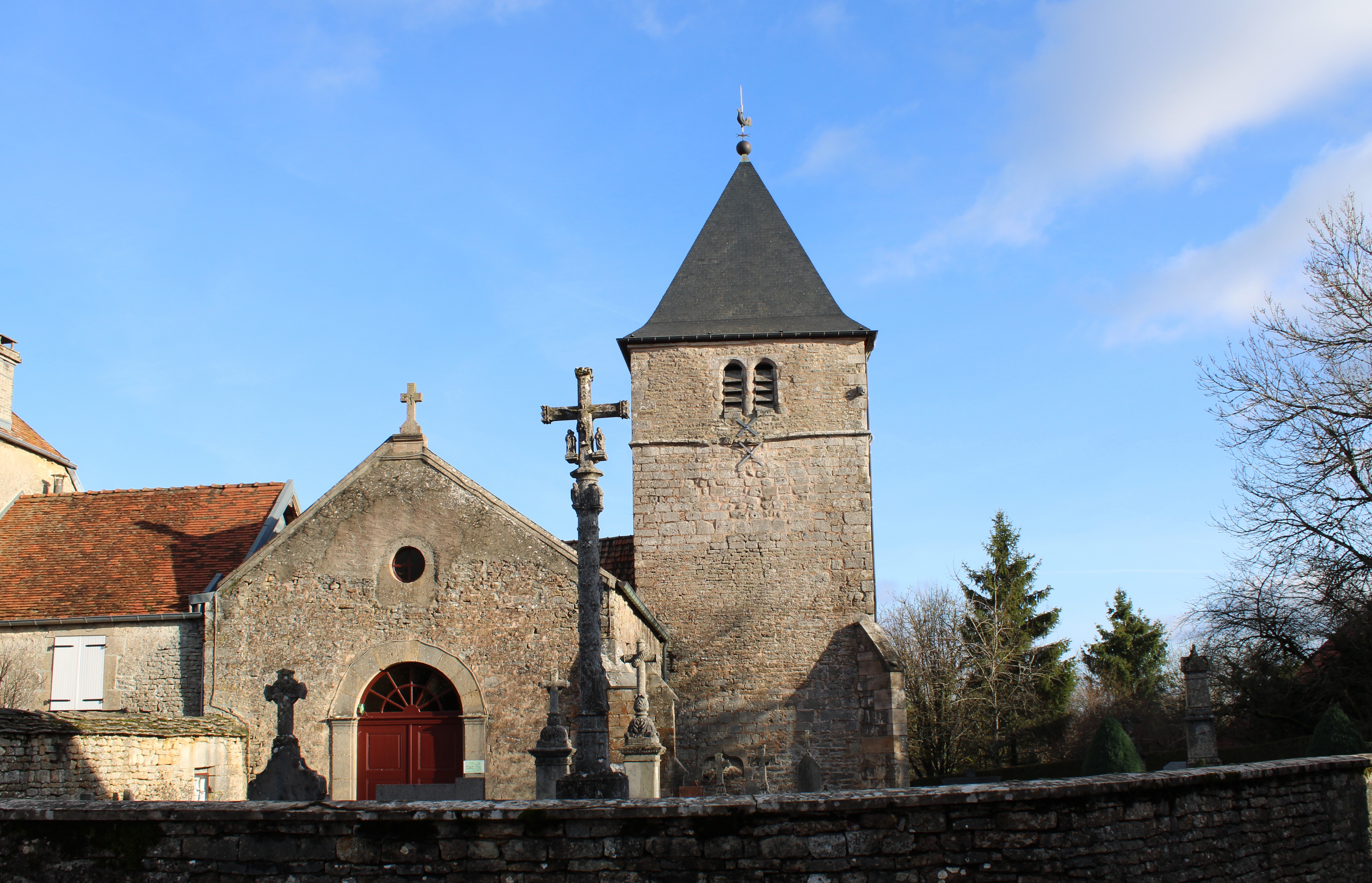
L'église et le cimetière entouré d'un muret de pierre.
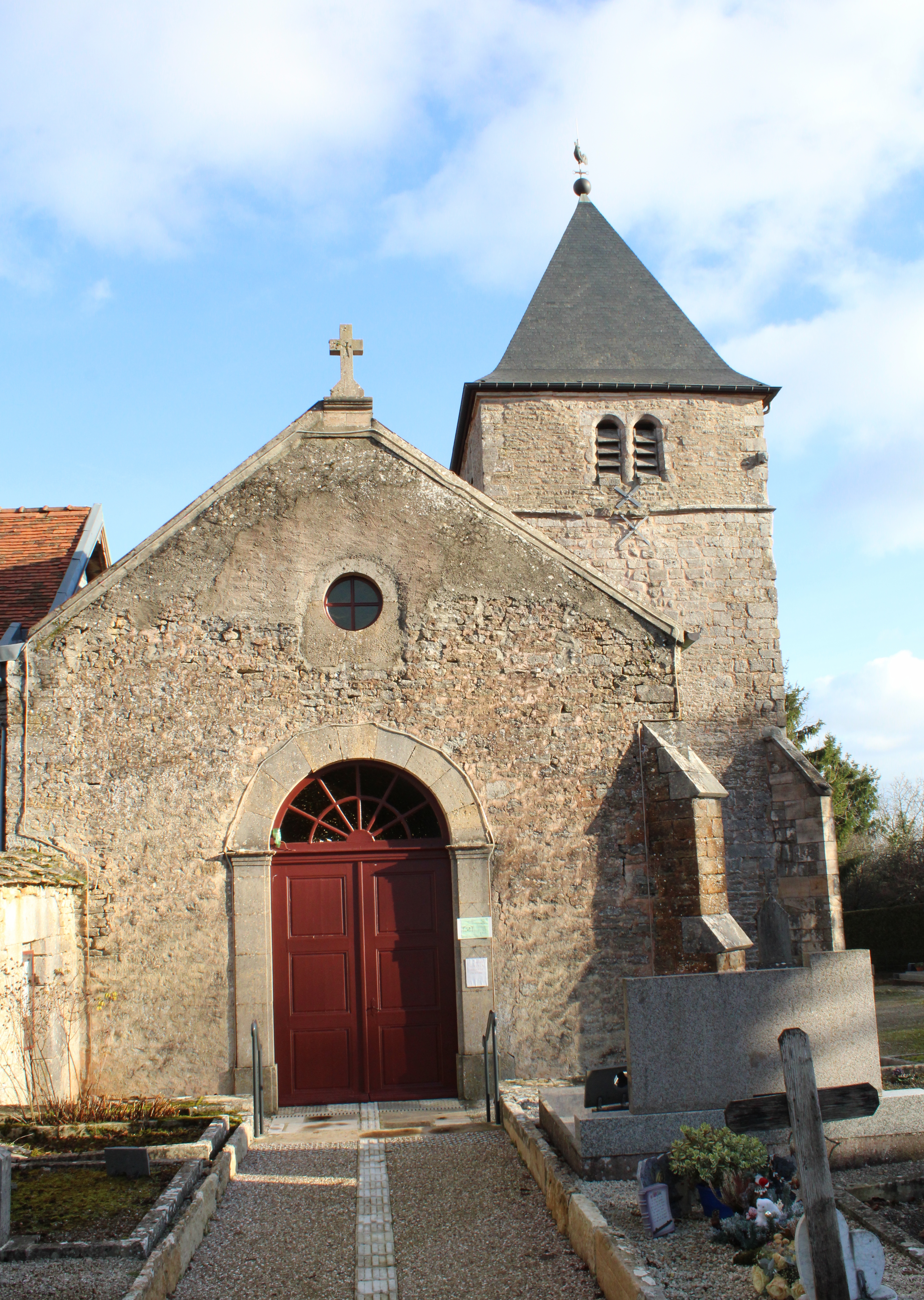
Façade de l'église et la porte romane.
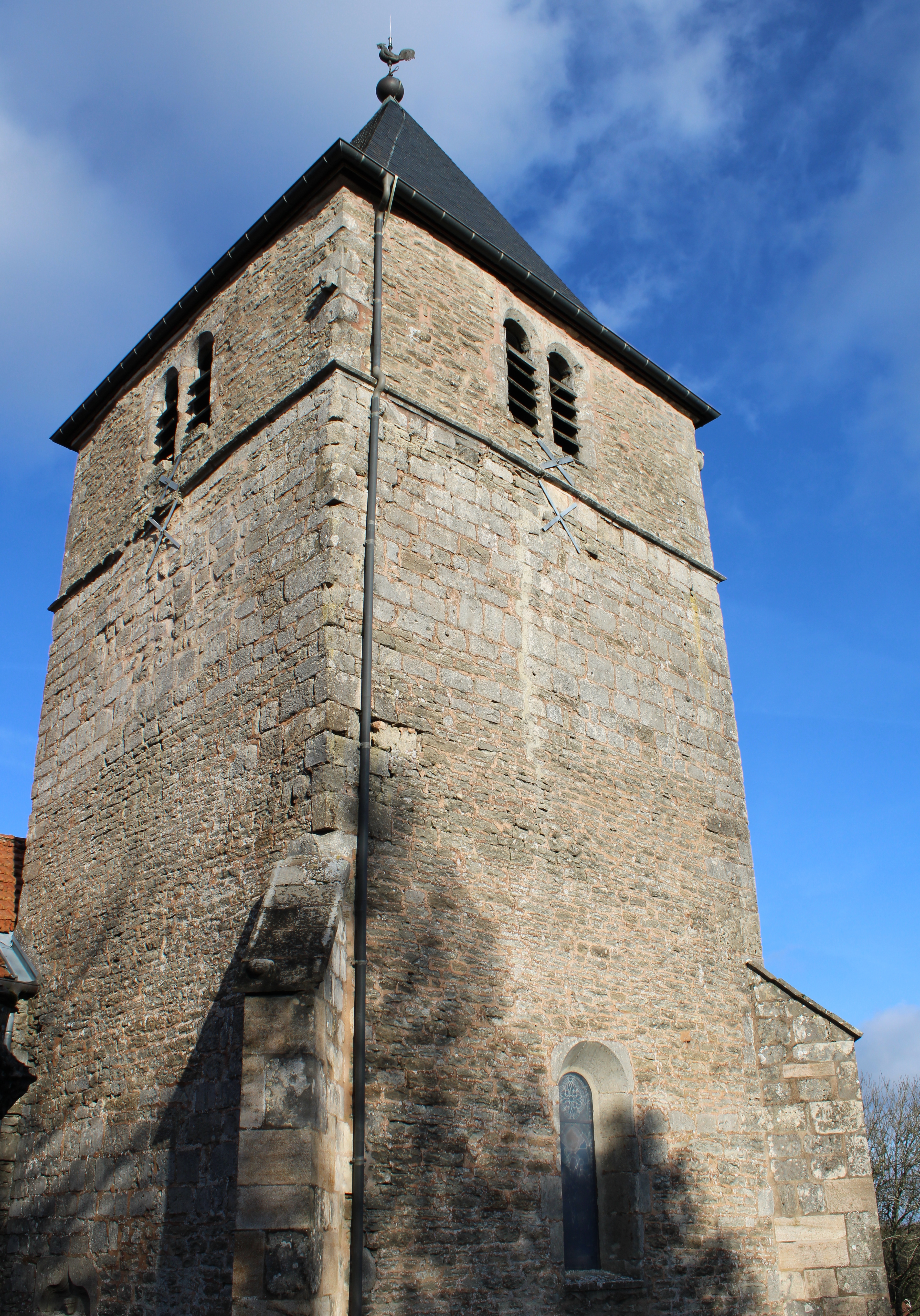
Clocher-tour carré.
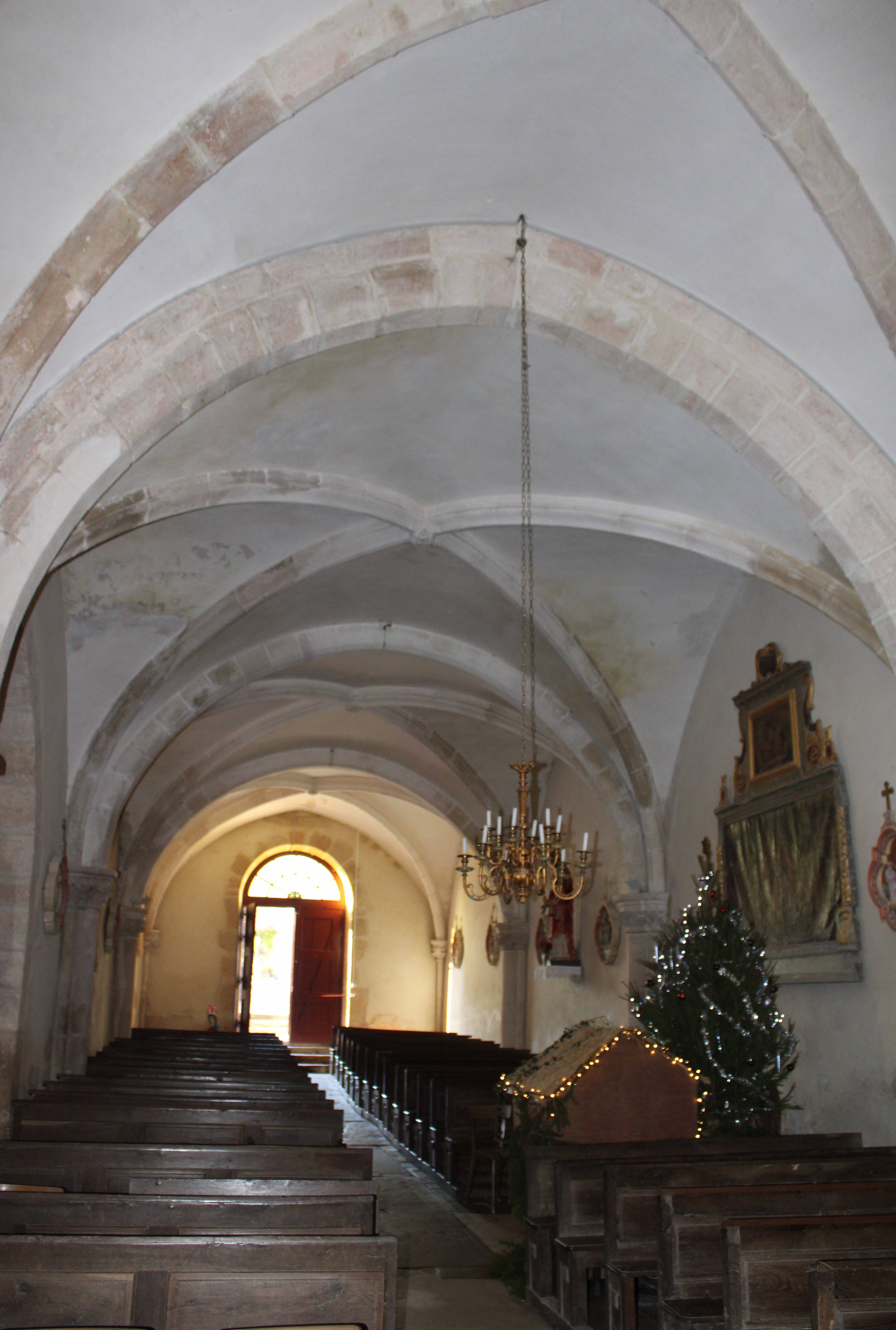
La nef.
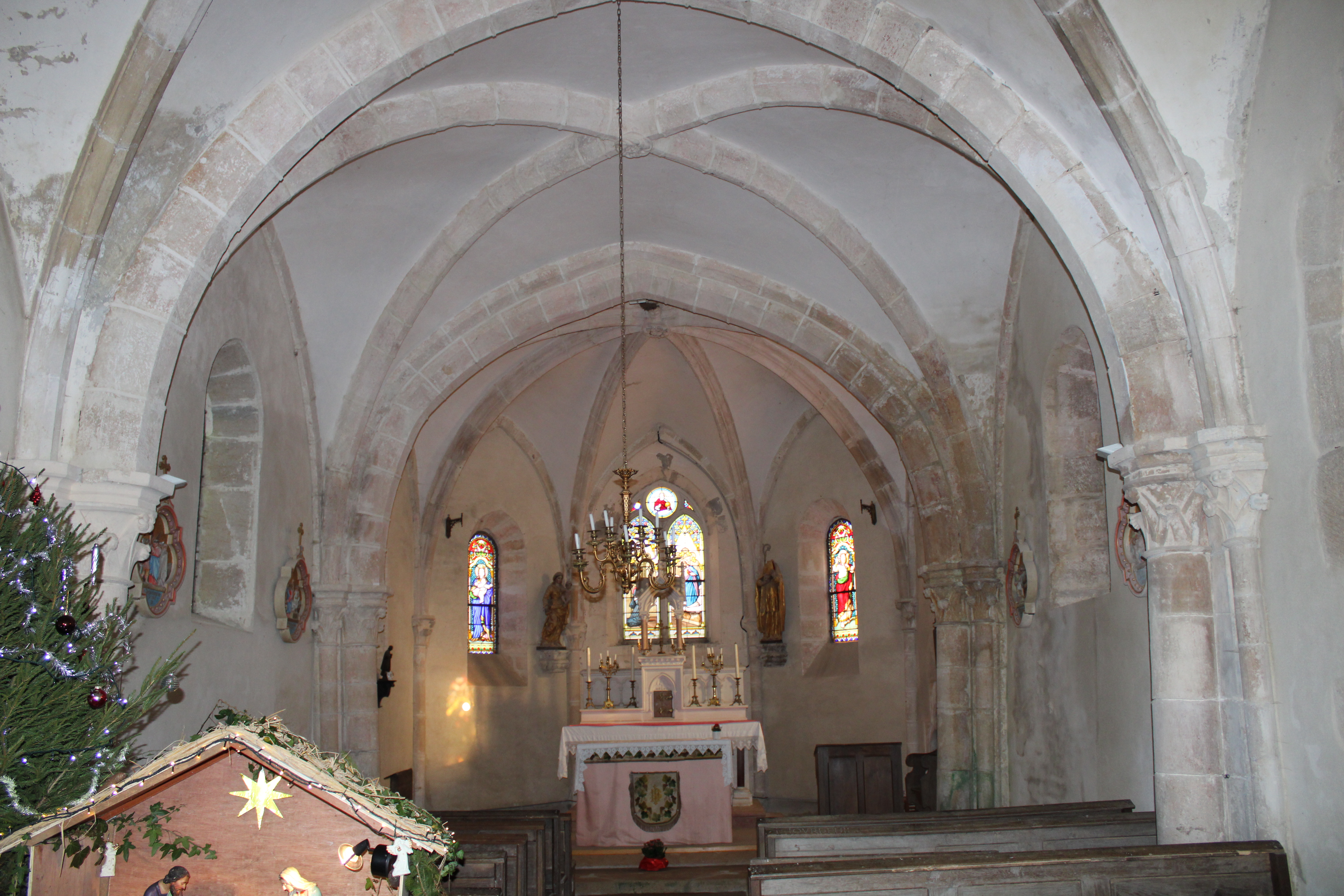
Le chœur.
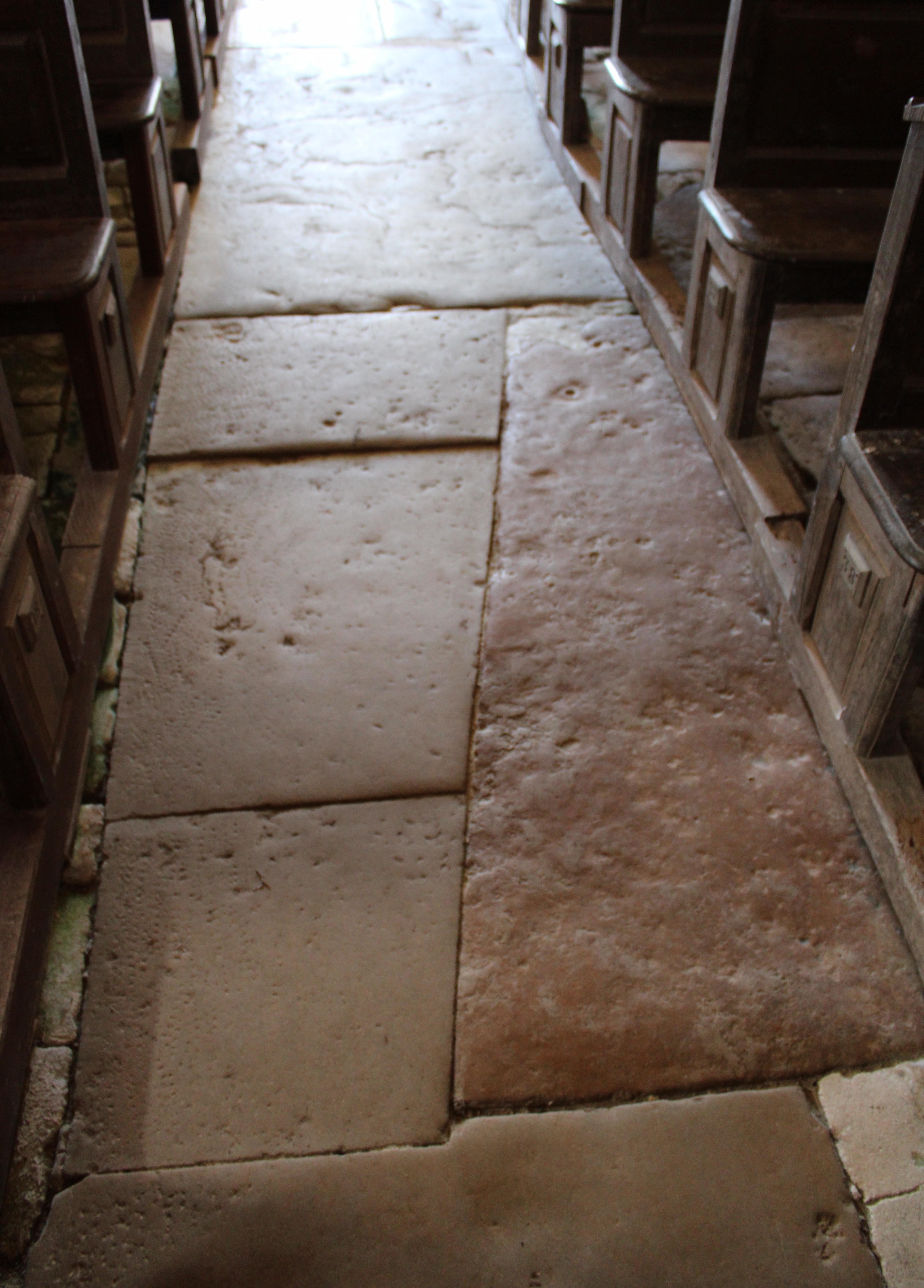
Détail du pavage.
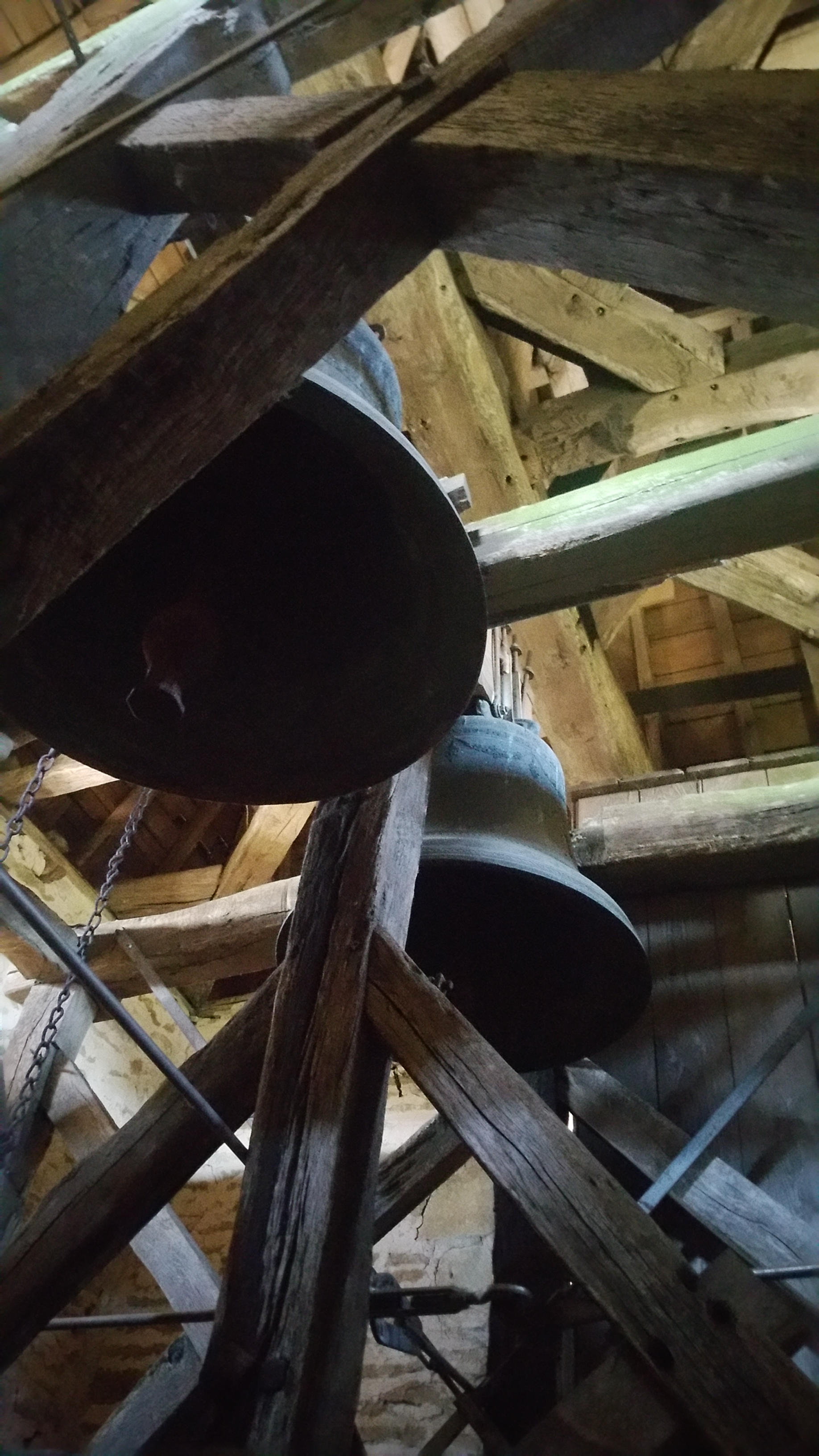
Les cloches.
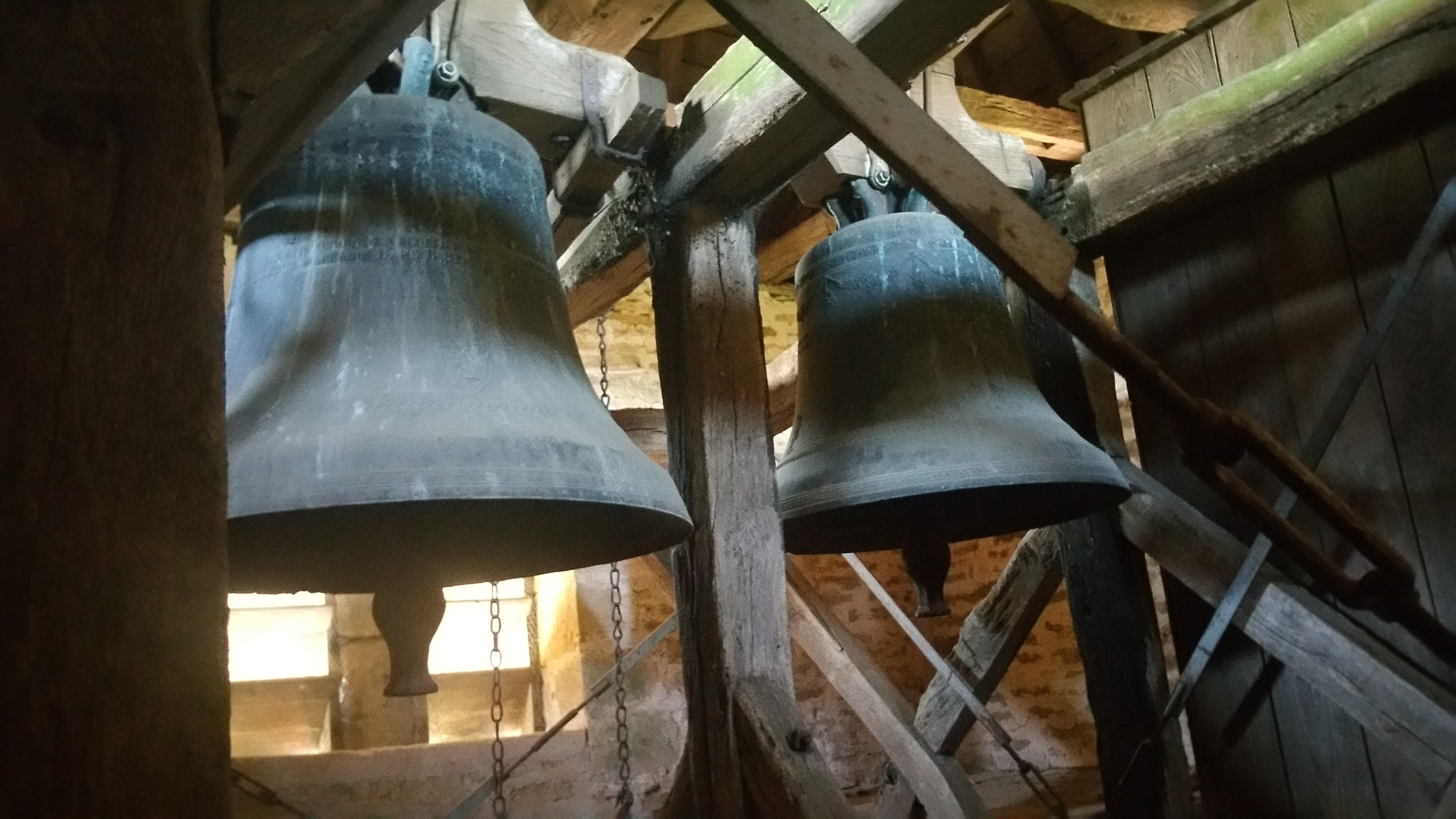
Détail des cloches.
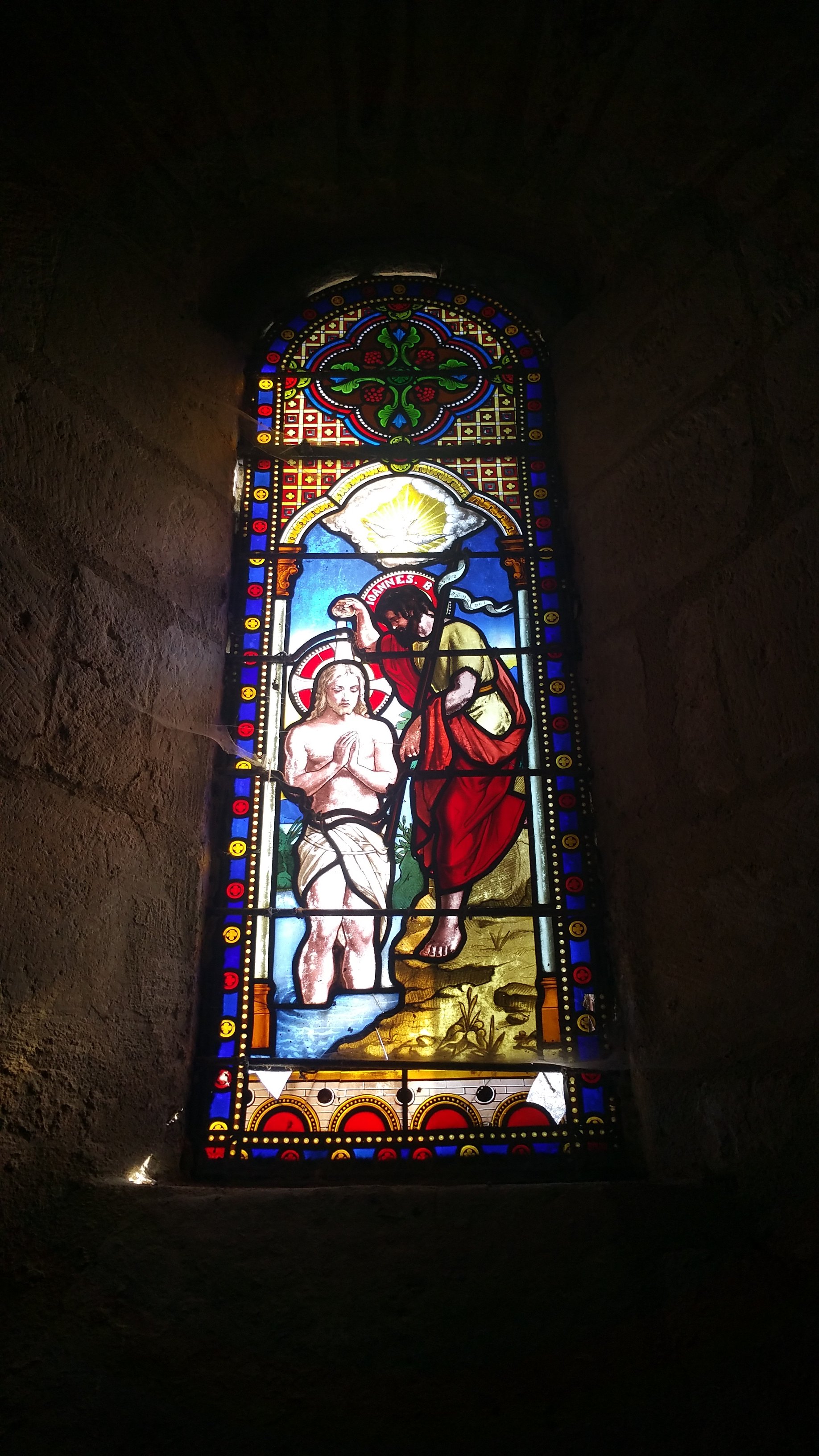
Vitrail montrant le baptême du Christ dans le Jourdain par Jean-Baptiste.
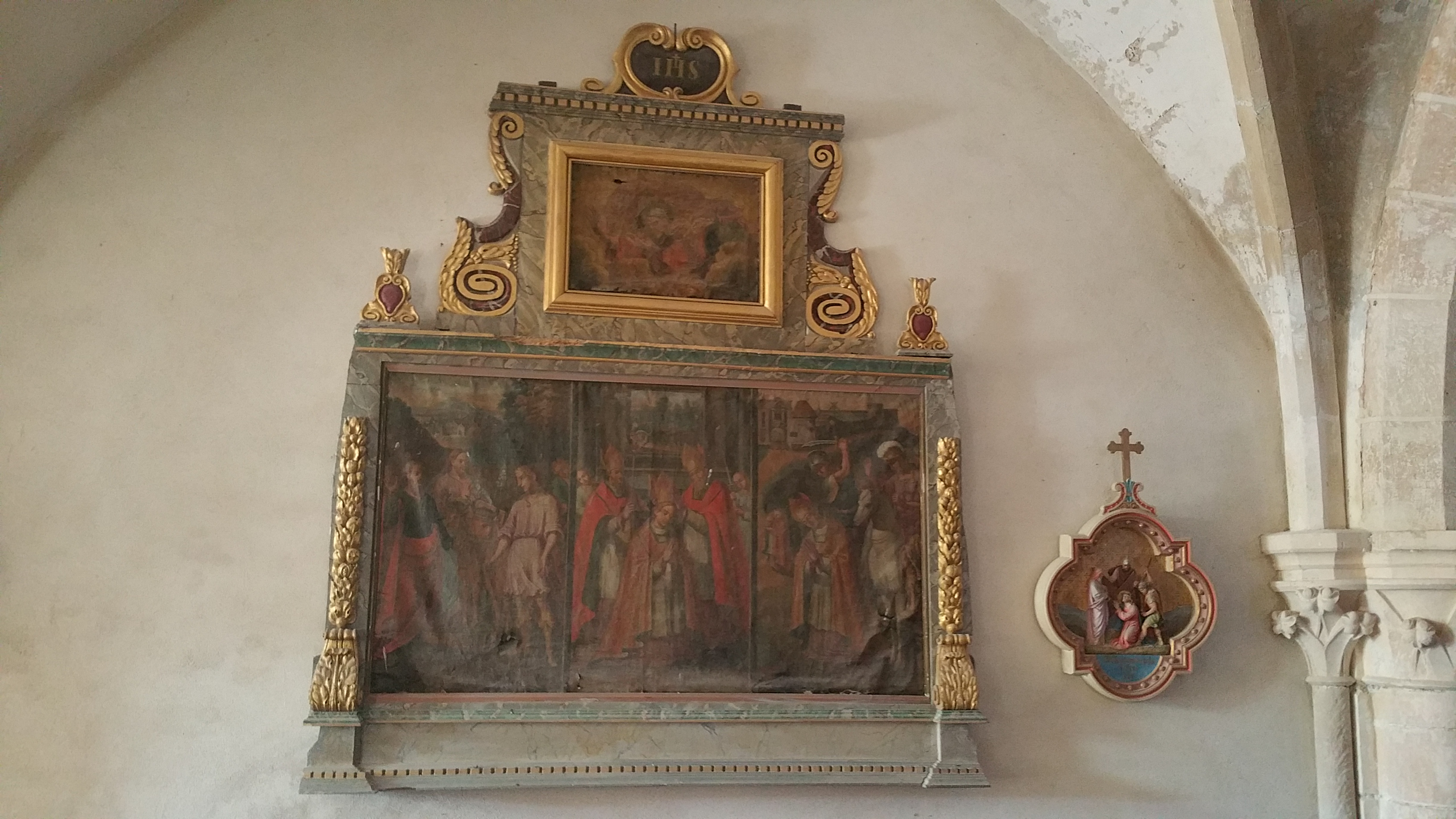
Triptyque représentant les trois évènements clés de la vie de Saint-Didier, martyr de Langres du IIIe siècle : conversion, ordination évêque de Langres, décapitation.

- Le monument aux morts[21].
- Croix de carrefour du XVe siècle à Brennes classée MH en 1901[22].

### Les croix en pierre

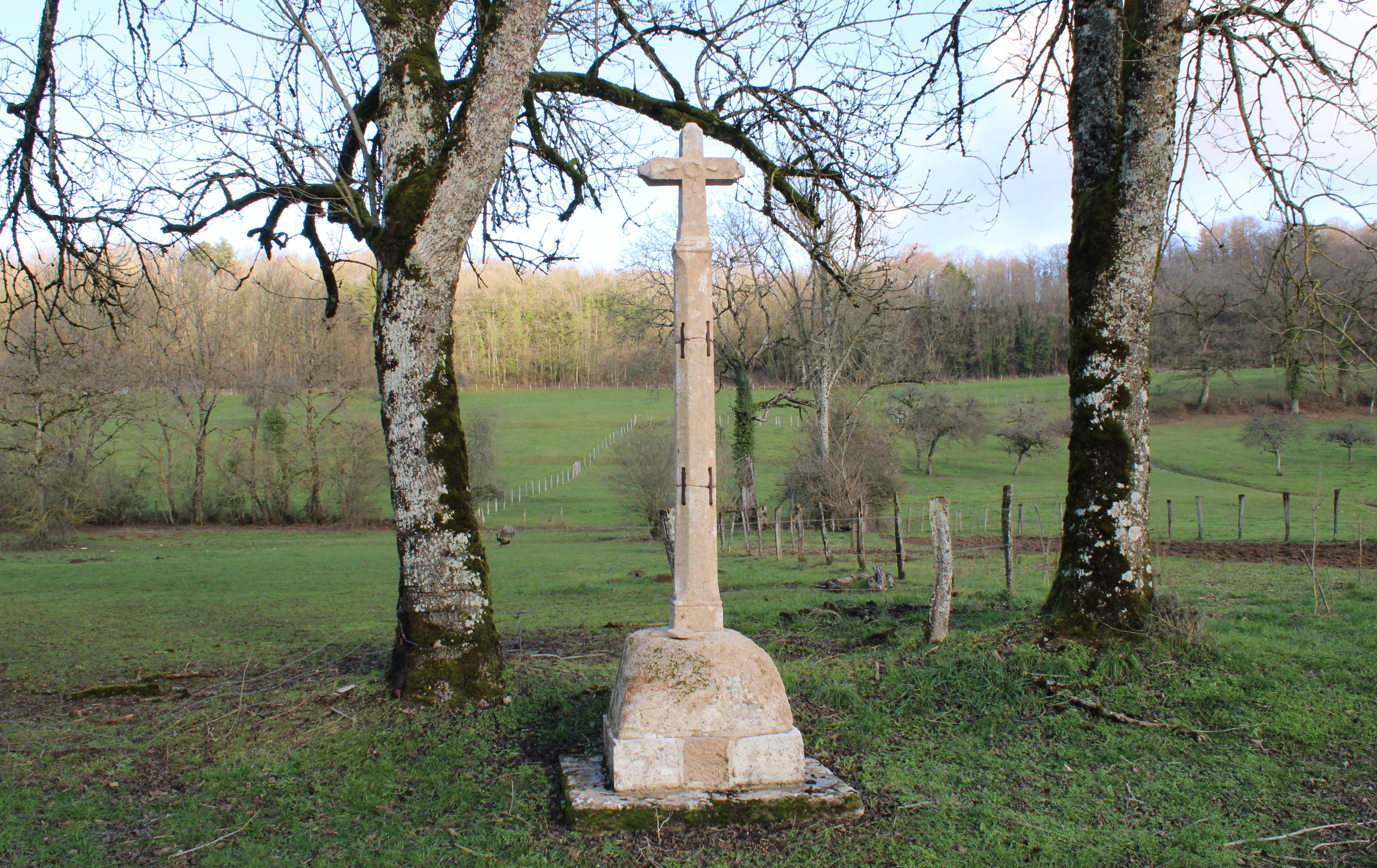
Croix de chemin située sur la route de Langres.
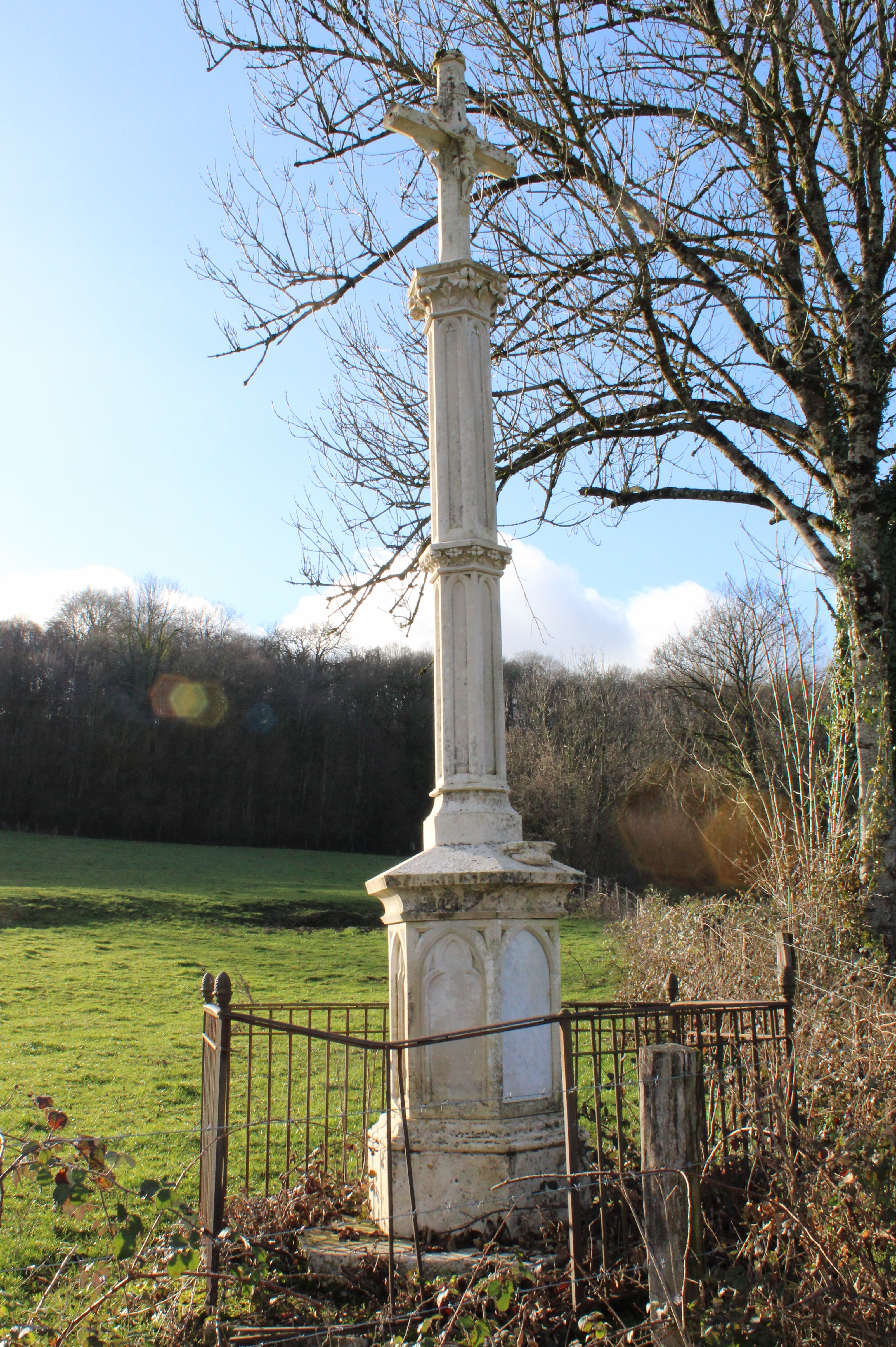
Croix de carrefour située à l'entrée de Bresnnes-le-Bas.
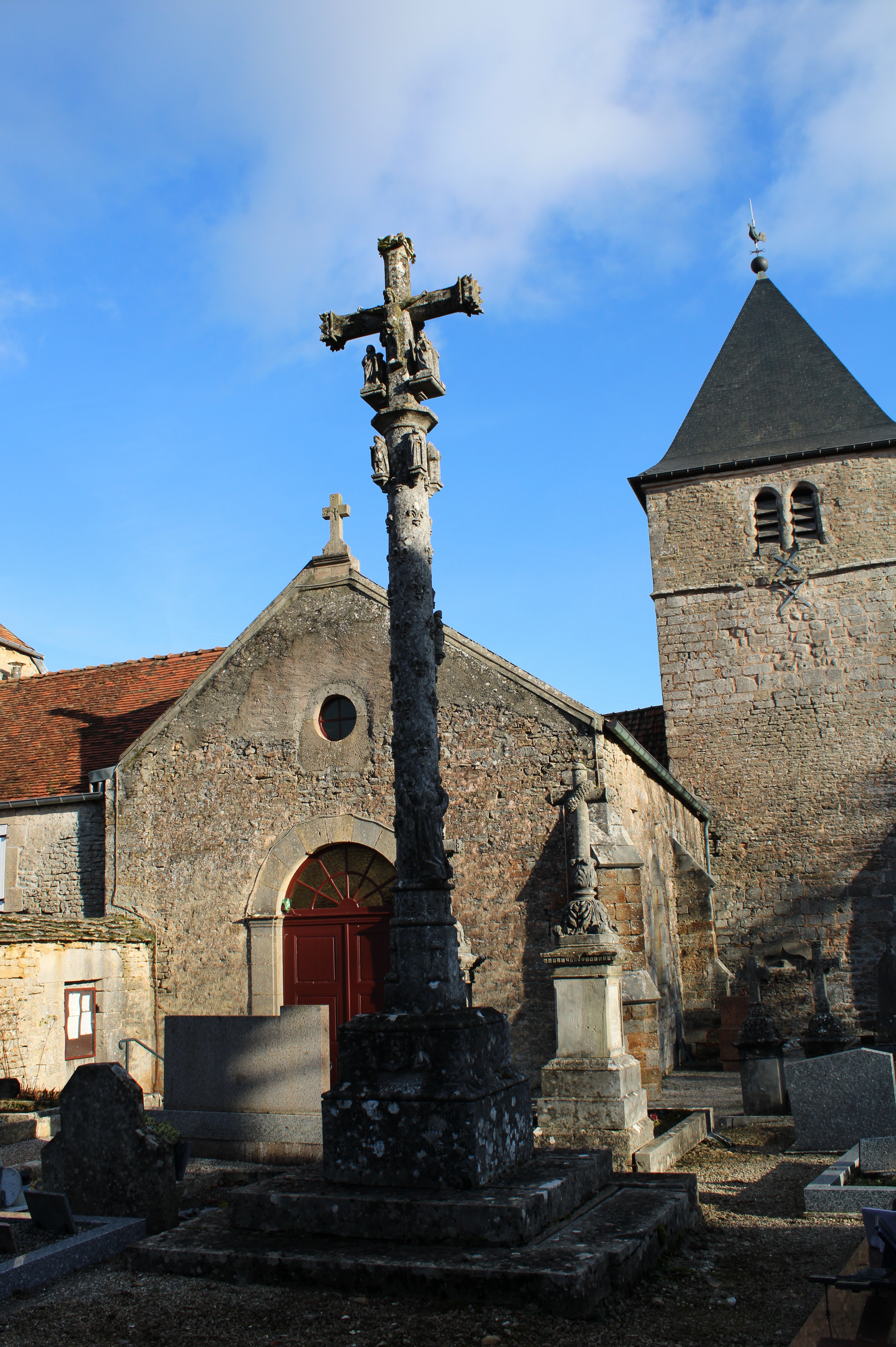
Croix du cimetière.
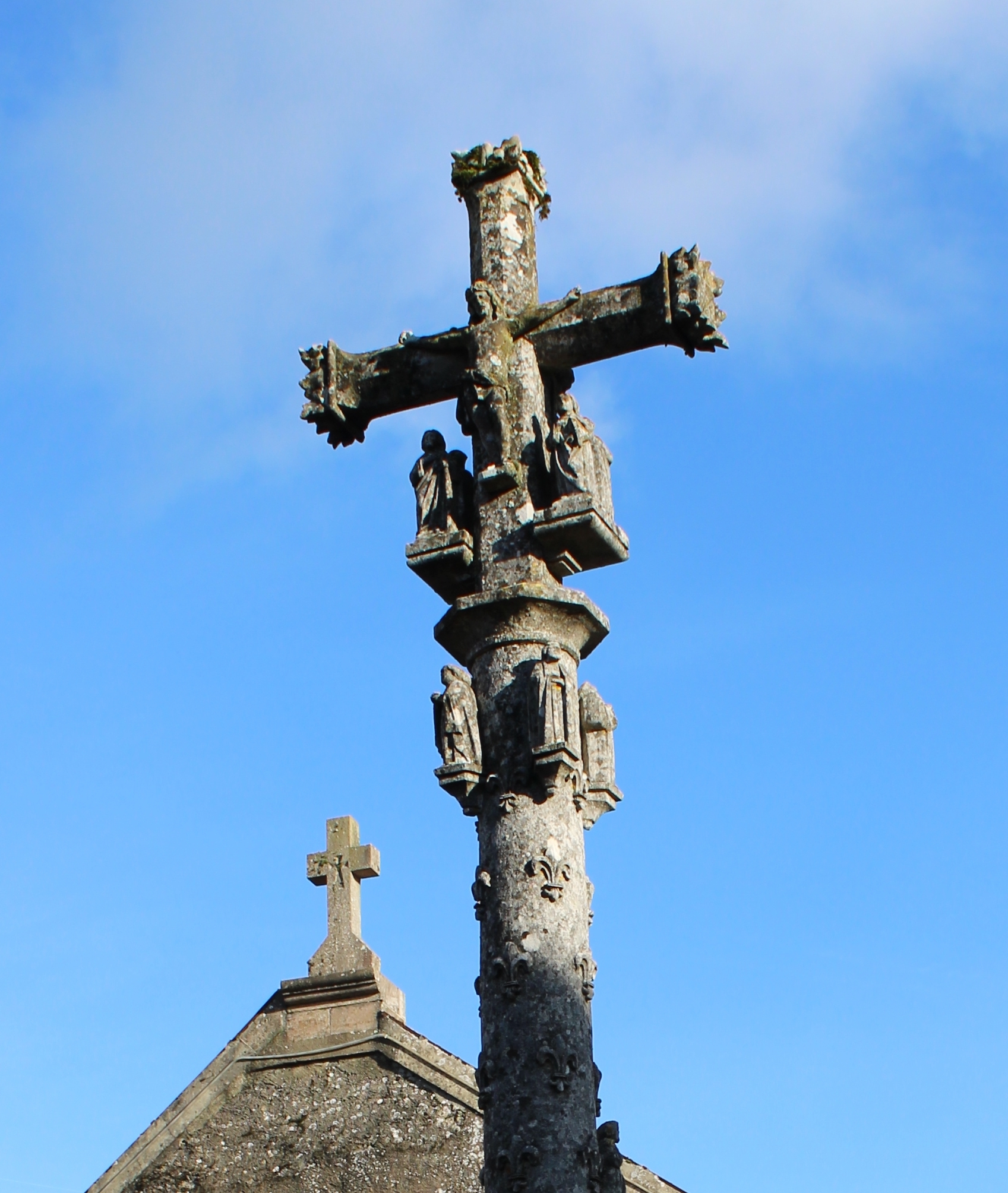
Croix du cimetière: détail du Christ en croix.
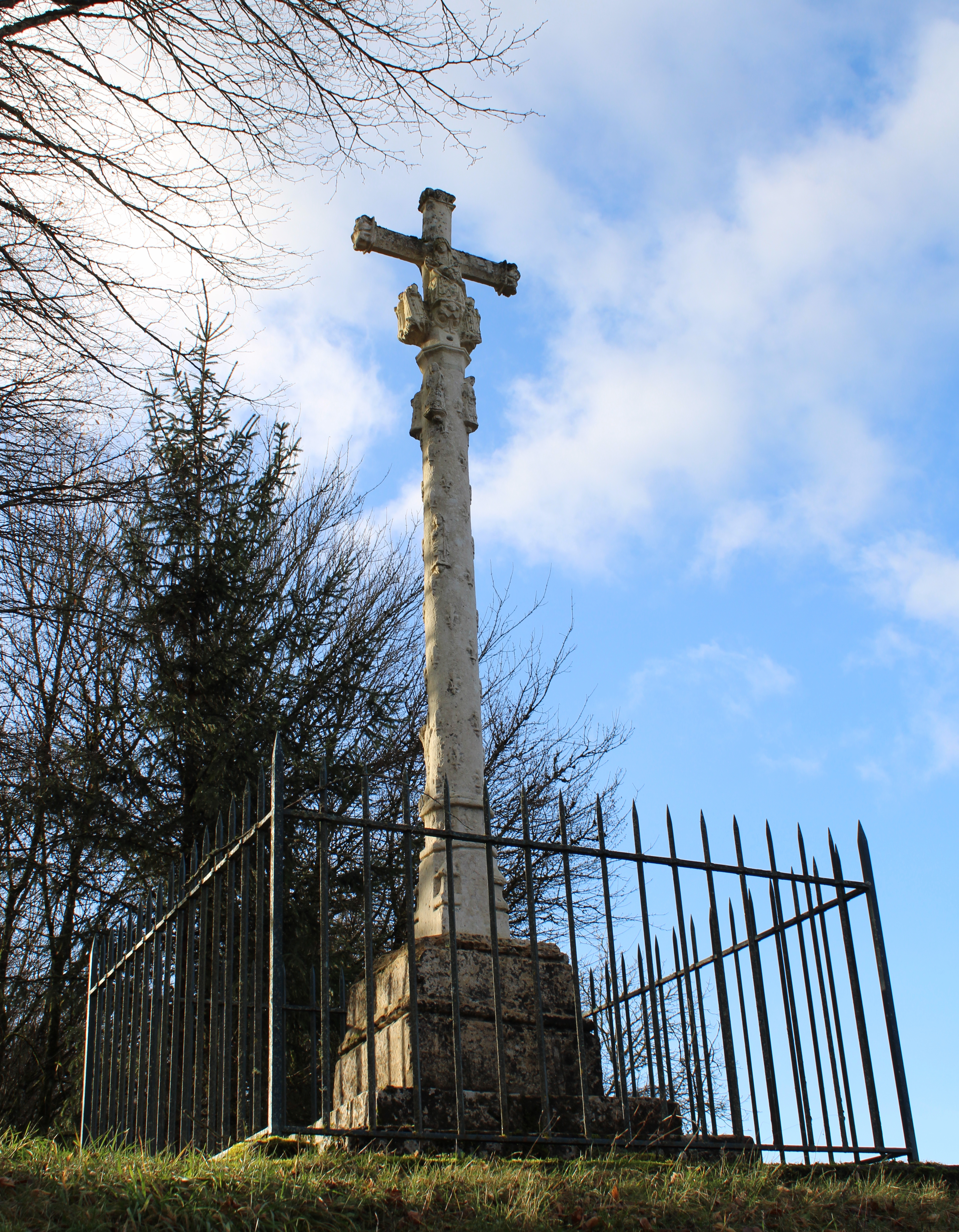
Croix de carrefour situé à Brennes-le-haut (classée Monument historique).
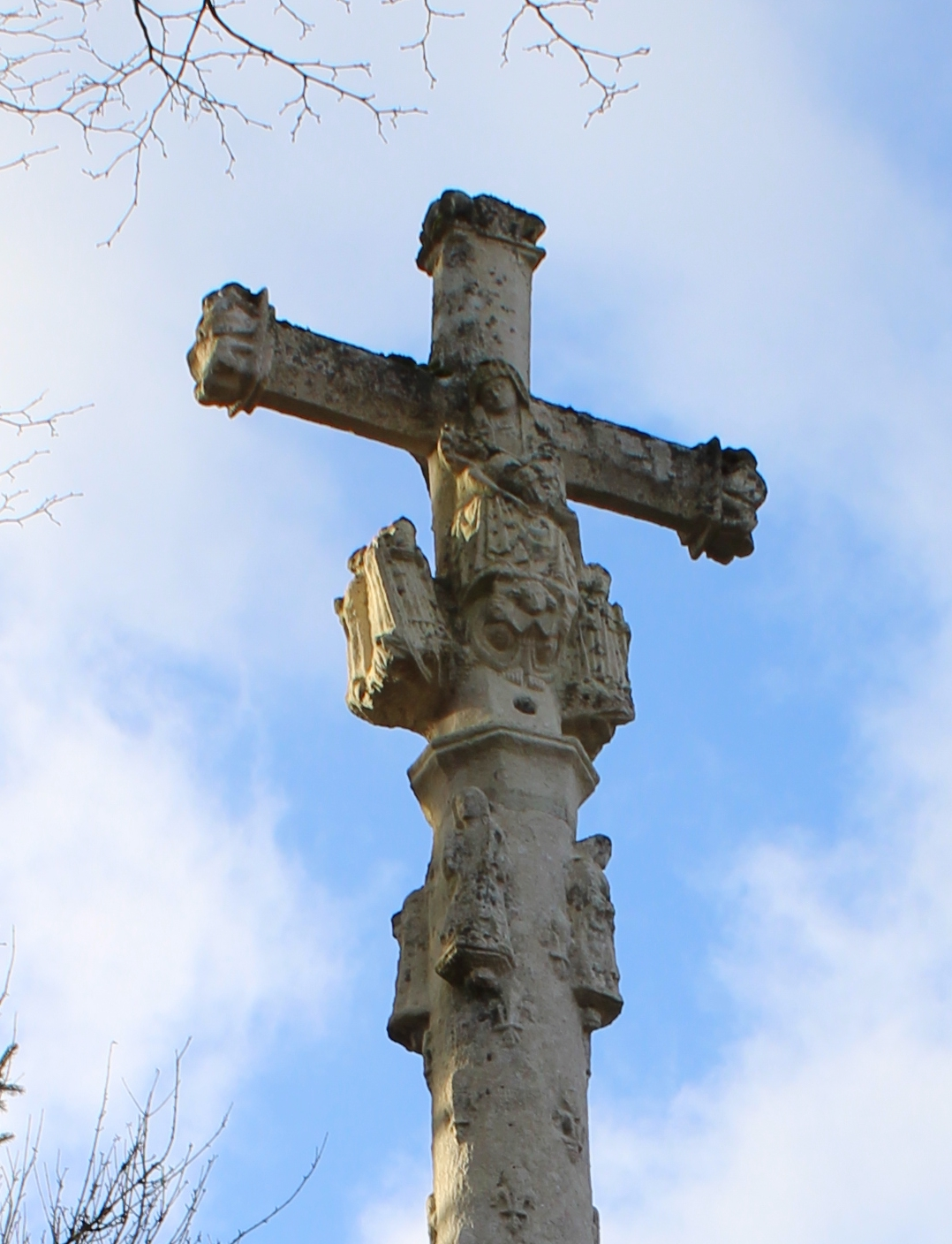
Croix de carrefour situé à Brennes-le-haut: détail de la Vierge à l'enfant.